# Satoshi Tajiri
Satoshi Tajiri (田尻智?, Tajiri Satoshi; Machida, 28 agosto 1965) è un autore di videogiochi giapponese.
È il creatore originale della serie di videogiochi Pokémon.

## Biografia
Figlio di un rappresentante della Nissan e di una casalinga, da bambino Satoshi viveva in un sobborgo di Tokyo e amava collezionare insetti, catturandoli negli stagni, nei campi e nelle foreste, costantemente in cerca di nuove specie e di nuovi modi per attirare insetti. Era così attratto dagli insetti che i coetanei gli attribuirono il nomignolo di "dottor insetti" (昆虫博士, Konchū hakase).
Alla fine degli anni settanta i campi tanto amati da Satoshi, quando era bambino, furono sostituiti da appartamenti e costruzioni varie. In quel momento crebbe la sua idea che l'avrebbe portato alla creazione dei Pokémon, poiché voleva dare la possibilità ai bambini dell'era moderna di catturare le sue creature, allo stesso modo di come lui catturava gli insetti. Satoshi si appassionò ai videogiochi, in particolare all'arcade Space Invaders.
Il suo comportamento distratto gli diede problemi a scuola. Riuscì comunque a diplomarsi, poi frequentò un corso di specializzazione di due anni in elettronica e informatica al Tokyo National College of Technology.
Nel 1982 Satoshi e i suoi amici, tra cui Ken Sugimori che conobbe in una sala giochi, fondarono una rivista amatoriale di videogiochi chiamata Game Freak (traducibile "maniaco dei giochi"). La rivista, con Tajiri impegnato nella scrittura e Sugimori nell'aspetto artistico, attirò molti appassionati. Il suo record di vendite fu 10.000 copie, a 300 yen l'una; in pratica a 18 anni Tajiri aveva già un'attività commerciale.
Tajiri era un grande esperto di Famicom e scriveva anche per le riviste Famicom Hisshobon (poi rinominata Hippon), Family Computer Magazine e Famicom Tsushin. Insoddisfatto della qualità di molti titoli per Famicom, a metà anni '80 decise di dedicarsi con Sugimori anche allo sviluppo. Il primo gioco che realizzarono, con una piccola squadra, fu Mendel Palace (Quinty), proposto per la pubblicazione alla Namco. Tajiri chiamò la sua software house Game Freak, nome ispirato dalla sua rivista.
Con la propria azienda, come designer e direttore, continuò a produrre giochi tra cui titoli noti, come Mario & Wario o Pulseman, ma la vera rivoluzione fu con il primo Pokémon nel 1996.
Quando Tajiri vide il nuovo Game Boy lo ritenne la piattaforma adatta per la sua idea dei Pokémon e in particolare immaginò degli esseri viventi passare attraverso il cavo Game Link. Tajiri intuì l'attrattiva che poteva avere un gioco basato sulla socialità con altri giocatori, infatti il primo Pokémon Rosso e Blu fu realizzato in due versioni che devono necessariamente interagire attraverso più Game Boy per poter completare il gioco al 100%.
L'idea di Pokémon risale al 1990, ma l'autore ci lavorò per quasi sei anni. Tajiri propose alla Nintendo il suo game design e l'editrice ne restò favorevolmente colpita, intravedendo anche la possibilità di rivitalizzare il Game Boy, sistema che aveva già qualche anno ed era in un momento di stagnazione. Grazie alla collaborazione con la Nintendo, Tajiri ebbe anche modo di avere Shigeru Miyamoto come mentore. Per rendere omaggio a Tajiri e a Miyamoto, gli sviluppatori del gioco, nella sua versione giapponese, chiamarono Satoshi l'allenatore Rosso e Shigeru il personaggio Blu.
Pokémon Rosso e Blu furono titoli pieni di buone idee, la serie Pokémon continuò ad avere enorme successo e Tajiri divenne una delle figure più influenti della storia del videogioco.
Tajiri continua a essere accreditato come produttore esecutivo di tutti i videogiochi della serie Pokémon (come direttore esecutivo compare fino a Pokémon Rubino e Zaffiro, 2002); tuttavia, a differenza dei colleghi Sugimori o il compositore Junichi Masuda, Tajiri non è solito esporsi pubblicamente, ed è difficile capire quale sia oggigiorno la sua effettiva partecipazione alla creazione dei nuovi titoli della serie.

## Vita privata
Nonostante numerosi fonti, tra cui la biografia di Lori Mortensen, sostengano che Satoshi Tajiri abbia la sindrome di Asperger, Yuri Sakurai di Game Freak ha smentito l'informazione che Tajiri soffra di disturbi dello spettro autistico.